# Tribunale amministrativo delle Nazioni Unite
Il Tribunale amministrativo delle Nazioni Unite (TANU, in inglese UNAT, United Nations Administrative Tribunal) è un organo giurisdizionale dell'ONU che ha il compito di dirimere le controversie che possono sorgere tra l'organizzazione ed i suoi funzionari, ovvero i componenti del segretariato, organo amministrativo dell'ONU.
Il tribunale è stato fondato nel 1949, tramite la risoluzione 351 del 24 novembre, nel corso della IV sessione dell'Assemblea generale. I membri sono sette, eletti per quattro anni dall'Assemblea generale (al massimo è previsto un solo reincarico). Non sono ammessi due o più giudici della stessa nazionalità.